# 비홍산성
비홍산성(飛弘山城)은 대한민국 전북특별자치도 남원시 대강면과 주생면에 걸쳐 있는 포곡식 산성이다. 2000년 12월 29일 전북특별자치도의 문화재자료 제174호로 지정되었다.

## 개요
이 산성은 대강면과 주생면에 걸쳐 있는 포곡식 산성으로 남원∼순창간 국도를 따라 가다가 비홍치 정상에서 남으로 직선거리 500m 남짓한 곳에 성의 북쪽면이 시작된다.
성벽은 적당히 깎은 가공석을 이용하여 내외면의 면을 맞추고 그 안쪽에는 할석을 채웠으며 내탁법으로 쌓아올린 성벽 중 6m가량 높이가 남은 곳도 있으며 대체적으로 잔존 성벽 상부 폭은 4.7m 내외이다. 또한 『고적조사』에 의하면 주위는 약 900m 정도로 알려져 있다.
망루지와 건물지로 추정되는 터가 보이고 있으며, 삼국시대의 것으로 추정되는 토기편과 기와편이 보이고 있다.

## 참고 자료
- 비홍산성 - 국가유산청 국가유산포털